# Estel de quarks

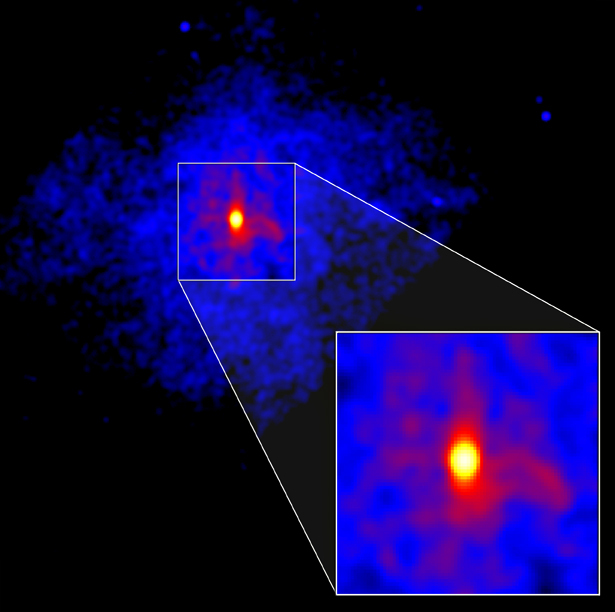
Imatge de raigs X de 3C58, on es podria localitzar un estel d'aquest tipus

Un estel de quarks o estrella de quarks, també conegut com a estel estrany, és un tipus hipotètic d'estel exòtic compost per matèria de quark o matèria estranya. Es tracta d'una fase de la teòrica matèria degenerada que es formaria dins d'un estel de neutrons particularment massiu.

## Teoria
Imaginada pel físic americà Edward Witten, fou teoritzada pels polonesos Pavel Haensel i Julian Zdunik i per l'astrofísic francés Richard Schaeffer. Aquest tipus d'estel hauria de ser molt petit, més fins i tot que un estel de neutrons, però extremament dens. Una massa entre una i dues vegades la massa solar estaria continguda en una esfera d'una desena de quilòmetres de diàmetre. Una escorça de matèria ordinària envoltaria aquesta sopa de quarks, com l'anomenen els científics.
En teoria, quan els neutrons d'un estel de neutrons massiu són sotmesos a una pressió suficient causada per la gravetat de l'estrella, el neutrons del nucli s'esfondren i fusionen, i n'alliberen els components, quarks amunt i quarks avall. Alguns d'aquests quarks es poden convertir llavors en quarks estranys i formar matèria estranya. Un gra d'aquest nou tipus de matèria consumeix els neutrons de l'interior, transformant l'estel sencer per aquesta transició de fase cap a una densitat de l'ordre d'1 a 2 milions de tones per cm³. L'estel, llavors, es coneix com a estel de quarks o estel estrany, semblant a un simple hadró gegant (però lligat per la gravetat més que per la força forta). La matèria de quark és una possible candidata a ser la teòrica matèria fosca, un component de moltes de les teories cosmològiques.

## Estel estrany
Investigacions recents teoritzen amb la trobada de mecanismes per mitjà dels quals els estels de quark amb estranyetes podrien disminuir les densitats i el camp elèctric d'objectes de les expectatives teòriques prèvies, causant que aquests estels semblin més —quasi indistingibles— estels de neutrons. Això no obstant, aquest investigadors feren assumpcions fonamentals que conduïren a incerteses en la seva teoria, prou grans perquè el cas no sigui concloent.
Un altre treball teòric afirma que "una interfície forta entre la matèria de quark i el buit tindria propietats ben diferents a la superfície d'un estel de neutrons"; i abordant els paràmetres principals com tensió superficial i forces elèctriques que foren negligides en l'estudi originari, els resultats mostren que sempre que la tensió de la superfície està per sota d'un valor crític baix, els grans estranyetes són inestables a la fragmentació i els estels estranys normalment venen amb escorces d'estranyetes complexes, anàlegues a les dels estels de neutrons.

## Observacions
Els estels estranys són de moment teòrics, però les observacions de l'observatori de raigs X Chandra del 10 d'abril de 2002 permeteren de trobar-ne dos candidats, el PSR J0205+6449, situat al romanent de supernova 3C 58 i RX J1856.5-3754, que havien estat classificats anteriorment com a estels de neutrons. Les observacions revelen que són més petits i freds que els estels de neutrons. Això no obstant, aquestes observacions i deduccions no són concloents.